# 威廉·屈内
威廉·弗里德里希·屈内（德語：Wilhelm Friedrich Kühne，1837年3月28日—1900年6月10日）是一名德国生理学家，酶的命名者。

## 生平
库内出生于汉堡市，在就读于哥廷根大学期间，跟随后，他又先后跟从许多著名学者学习。1863年，屈内成为鲁道夫·魏尔肖掌管下柏林一家实验室的生理学部负责人。1868年，屈内成为阿姆斯特丹大学教授。1871年，他又继任赫尔曼·冯·亥姆霍兹成为海德堡大学教授直到去世。 

## 研究
他的研究分為兩大領域，早期研究肌肉和神經的生理學，後來則開始研究消化化學，他在柏林的魏尔肖領導下開始研究消化化學。 他也因研究視覺和視網膜在光線影響下的化學變化而聞名，並試圖藉由Franz Christian Boll在1876年發現的視紫質 (rhodopsin)，建立視覺中光化學的基本理論。 然而，儘管他闡明了低光強度下視覺聯繫的重要方面，他的視網膜視覺分辨理論卻遠遠不夠完美，並未獲得科學界的支持。
他也是"enzyme" (酶)一詞的提名人 (Kühne, 1876)。